# Natalino da Murano
Natalino da Murano (spesso anche Nadalino; Murano, ...) è un pittore italiano, attivo a Venezia tra gli anni 1530 e 1550.

## Biografia
Di lui si conosce assolutamente poco; in aggiunta, la gran parte delle informazioni proviene dalle Maraviglie dell'arte di Carlo Ridolfi, opera ritenuta scarsamente affidabile.
Probabilmente nativo di Murano, sarebbe stato uno dei migliori allievi di Tiziano Vecellio. Dopo l'apprendistato, si dedicò alla realizzazione di piccole opere devozionali, ma anche di ritratti, dipinti a tema mitologico e personificazioni che furono presto notate dai collezionisti. Sempre il Ridolfi afferma che lavori di Nadalino si ritrovavano nelle raccolte di Bartolomeo della Nave, del cavalier Gussoni e di Domenico Ruzzini, nonché del mercante fiammingo Giovanni van Veerle. Esse sarebbero state chiaramente influenzate dall'arte tizianesca, ma non è possibile confermarlo in quanto nessuna delle opere elencate ci è stata pervenuta. In passato, Detlev von Hadeln azzardò che un Ritratto di collezionista potesse essere opera di Natalino, ma esso viene oggi identificato come il Ritratto di Raffaele Grassi di Sebastiano Florigerio; e così un Ritratto femminile - perduto - che tuttavia risulta assolutamente lontano dallo stile tizianesco.
Non si conosce la sua data di morte, avvenuta secondo il Ridolfi in giovane età. In base alla testimonianza di Luigi Lanzi, l'ultimo riferimento dovrebbe risalire al 1558, data impressa su una Maddalena firmata e oggi irreperibile.
Il pittore viene citato molto brevemente dal Vasari nella biografia di Battista Franco, dove si dice che Natalino, con altri non meglio identificati, terminò gli affreschi della sacrestia dopo la morte di Franco.